# Ludvik IV. Wittelsbaški
Ludvik IV. Wittelsbaški ali Bavarski, tudi Ludvik Bavarec, bavarski vojvoda, rimsko-nemški kralj, cesar Svetega rimskega cesarstva, * 5. april 1282, München, 11. oktober 1347, Puch blizu Fürstenfeldbrucka.
Neenotnost volilnih knezov, ki so izvolili dva kralja, in spor med papeštvom in cesarstvom sta zaznamovala vse Ludvikovo vladanje. Potem ko je na bojnem polju premagal svojega protikralja, Habsburžana Friderika Lepega, je proti volji papeža izsilil pot v Rim, kjer se je pustil od predstavnikov oblasti kronati za cesarja. Papež Janez XXII. ga je izobčil in mu odrekel vse pravice do vladanja. Ker se je spor s Habsburžani še kar nadaljeval, je Ludvik iskal rešitev v dogovorih s sokraljem o skupnem vladanju in je nazadnje ponudil celo svoj odstop, v primeru da Friderik Lepi pri papežu pridobi aprobacijo. A to se ni zgodilo. Ker tudi naslednji papež Benedikt XII. ni preklical Ludvikovega izobčenja, so volilni knezi na znamenitem srečanju v Rhensu leta 1338 sprejeli načelo, po katerem rimsko-nemški kralj, ki ga izvolijo volilni knezi z večino glasov, ne potrebuje papeževe aprobacije. Načelo sta potrdila tudi dvorni in državni zbor in je postalo ena od osnovnih zakonitosti Svetega rimskega cesarstva.
Ludvik je zelo veliko pozornosti posvečal krepitvi wittelsbaške dinastije. Vneto in dokaj brezobzirno si je prilaščal nova ozemlja in si na ta način nabiral vse več sovražnikov, kar je spodbudilo volilne kneze, ki jih je podprl tudi novi papež Klemen VI., da so izvolili novega kralja, Luksemburžana Karla IV., moravskega mejnega grofa. Še preden pa je prišlo med kraljema do vojaškega spopada, je Ludvik na lovu nepričakovano umrl.

## Uveljavitev na Bavarskem (do 1313)
Ludvikov oče, Ludvik II. Strogi , vojvoda Zgornje Bavarske in Pfalza, se je v svojem tretjem zakonu poročil z Margareto, hčerko rimsko-nemškega kralja Rudolfa I. V njunem zakonu sta se rodila dva sina, leta 1274 Rudolf I. in leta 1282 Ludvik IV. Ludvika so vzgajali na dunajskem dvoru njegovega strica, vojvode (in kasneje kralja) Alberta I., skupaj z domačimi otroki; med njimi je bil tudi bratranec Friderik, kasnejši Ludvikov tekmec za kraljevi prestol. Ludvikov oče je umrl leta 1294.
Ludvik  sprva ni bil določen za vladarja. Na zahtevo njegove habsburške matere in njenega brata pa so ga leta 1302 postavili za sovladarja njegovemu starejšemu bratu Rudolfu I. na Zgornjem Bavarskem, potem pa tudi v Pfalzu. Njuno vladanje je bilo polno sporov, celo oboroženih.
Na Spodnjem Bavarskem je tedaj vladal vojvoda Štefan I. iz vzporedne veje Wittelsbachov, ki je decembra 1310 umrl. Ludvik je prevzel skrbništvo nad njegovima mladoletnima sinovoma Otonom IV. in Henrikom XIV. Toda za skrbništvo so se potegovali tudi Habsburžani. Ludvik je zato v Münchnu (12. junij 1313) z bratom sklenil mir in dogovor o skupnem vladanju na Zgornjem Bavarskem. Pogodba je zdržala le eno leto a dovolj, da je Ludvik pridobil čas, potreben za obračun s Habsburžani. V bitki pri Gammelsdorfu je 9. novembra 1313 premagal bratranca Friderika Lepega. Z zmago si je dokončno zagotovil sporno skrbništvo in s tem tudi nadzor nad Spodnjo Bavarsko.

## Dvojne volitve rimsko-nemškega kralja (1314)
Avgusta 1313 je v Italiji umrl cesar-Luksemburžan Henrik VII. Najresnejša kandidata za njegovega naslednika sta bila njegov sin Ivan in sin rimsko-nemškega kralja-Habsburžana Alberta I., ki je vladal pred Henrikom VII., Friderik Lepi. (Prizadevanje francoskega kralja Filipa IV., da bi na cesarski prestol spravil kandidata iz dinastije Kapetingov, pri volilnih knezih ni imelo nikakršnih izgledov.)
Staroste luksemburške rodbine so ocenili, da mladi Ivan ne bo dobil zadostne podpore volilnih knezov, in so ga pregovorili, da se je odrekel kandidaturi. Na vsak način pa so hoteli preprečiti izvolitev Habsburžana in so zato kot kompromisnega kandidata predlagali Wittelsbacha Ludvika IV., ki si je z vojaško zmago pri Gammelsdorfu v vsej Evropi pridobil velik ugled. Prepričani so bili, da se zaradi majhne materialne osnove, ki so mu jo nudile njegove skromne posesti, in zaradi neprestanih prepirov v rodbini ne bo mogel razviti v močnega vladarja, kakršnega si volilni knezi nikdar niso želeli. Toda njihovo pričakovanje, da bo Friderik Lepi v korist bratranca odstopil od kandidature, se ni izpolnilo in tako je 14 mesecev po smrti Henrika VII. prišlo do dvojnih volitev: 19. oktobra 1314 so štirje volilni knezi v Sachsenhausnu glasovali za Habsburžana Friderika Lepega (kölnski nadškof Heinrich II. von Virneburg, wittelsbaški grof Rudolf I., ki je glasoval proti bratu, saško-wittenberški vojvoda Rudolf, ki si je lastil saški glas, in Henrik Koroški, ki si je pripisoval pravico do češkega glasu). Naslednjega dne je pred vrati Frankfurta pet volilnih knezov izvolilo za kralja Wittelsbacha Ludvika IV. (češki kralj Ivan in trierski nadškof Balduin, ki sta bila oba Luksemburžana, dalje majnški nadškof Peter von Aspelt, saško-lauenburški vojvoda Ivan II., ki si je tudi lastil saški glas, ter brandenburški mejni grof Waldemar). Obe kronanji sta bili 25. novembra, a obe s pomanjkljivostmi: Ludvika in njegovo soprogo Beatrice je kronal majnški nadškof (po običajih bi ga moral kölnski) v tradicionalnem Aachnu z nepristnimi insignijami; Friderika Lepega je v (nepravem) Bonnu kronal kölnski nadškof s pristnimi insignijami.

## Spopadi in sporazumi med kraljema (1315-26)
Papeža, ki bi morda lahko s svojim mnenjem vplival na odločitev, tedaj ni bilo (Klemen V. je pol leta pred volitvami umrl, naslednika pa še ni bilo) in izgledalo je, da bi moralo o novem kralju odločiti orožje. Toda tekmeca sta se dolgo časa izogibala odločilnemu spopadu, posebno še Friderik Lepi, ki je 15. novembra 1315 doživel pri Morgartenu poraz proti Švicarski konfederaciji. Do manjših spopadov je prišlo leta 1315 pri Speyerju in Buchloe, leta 1316 pri Esslingenu, leta 1319 pri Mühldorfu in leta 1320 pri Strasbourgu. Odločilen pa je bil spopada 28. septembra 1322 pri Mühldorfu ob Innu. Friderik Lepi je skušal ob pomoči 4000 Ogrov in Kumanov izsiliti odločitev, a je bitko izgubil. Zmago je izbojevala Ludviku zvesta pehota ob pomoči luksemburških in nürnberških čet; verjetno je k zmagi prispeval tudi samostan Fürstenfeld, ki je prestregel habsburške sle; Ludvik se je kasneje samostanu oddolžil z velikimi privilegiji. Friderik Lepi je prišel v ujetništvo. Ludvik naj bi sprejel svojega habsburškega sorodnika z besedami: "Bratranec, nikdar Vas še nisem bil tako vesel kot danes." Naslednja tri leta ga je imel zaprtega v gradu Trausnitz.
Toda Ludvikova oblast tudi po zmagi ni bila gotova, kajti Habsburžani so vztrajali v sovražnem razpoloženju. Zaostrili so se tudi odnosi s papežem Janezom XXII., ki se sprva ni vmešaval v spor za prestol, čeprav je deloval proti Ludviku. Ta je spomladi 1323 odposlal v Italijo kot cesarskega vikarja Bertholda von Marstetten-Neuffena, čeprav je papež že leta 1317 na to mesto imenoval neapeljskega kralja Roberta Modrega. Janez XXII. se je čutil izzvanega in je oktobra 1323 Ludviku zagrozil, da ga bo izobčil kot neveljavno izvoljenega, če v treh mesecih ne razveljavi vseh uzurpatorskih vladarskih potez v Nemčiji in Italiji. Čeprav je Ludvik protestiral in zahteval sklic koncila, ga je papež 23. marca  1324 izobčil in mu 11. julija odvzel vse vladarske pravice in razširil izobčenje na njegove pristaše. Papeževe grožnje knezov in mest niso odvrnile od kralja; še največ moralnih in verskih stisk je vernikom povzročala prepoved opravljanja vsakršnih sakralnih dejavnosti.
Takšen potek dogodkov je Ludvika spodbudil k spravi s Friderikom. Na pogajanjih v Trausnitzu se je Friderik Lepi odpovedal kroni in habsburškim cesarskim fevdom. Dogovor so ob skupni velikonočni maši podkrepili s prejemom hostije, ki so si jo med seboj razdelili in s skupno večerjo, s katero je tudi Friderik pokazal, da se ne meni za papeževo ravnanje in se je postavil proti njemu. Dogovor o zaroki med Ludvikovim sinom Štefanom in Friderikovo hčerko Elizabeto naj bi še podkrepil spravni dogovor.
Toda Friderikovi bratje nikakor niso sprejeli sporazuma. Tajna pogajanje med Ludvikom in Friderikom so se zato nadaljevala. Čez pol leta se je Ludvik odpovedal samostojnemu vladanju; 5. septembra 1325 je v münchenski pogodbi priznal Friderika Lepega za sovladarja z vsemi pravicami. Papež je proglasil pogodbo za neveljavno. Ugovarjali so tudi volilni knezi in zahtevali nove volitve. Zato je Ludvik 7. januarja 1326 izjavil, da je pripravljen odpovedati se kraljestvu, če bo Friderik Lepi v šestih mesecih dobil papeževo aprobacijo. Toda vse pobude Habsburžanov pri kuriji v Avignonu so bile zastonj. Janez XXII. je okleval in zamudil rok. S smrtjo Friderikovega brata Leopolda I. (februar 1326) je opozicija laičnih knezov izgubila svojega političnega vodjo in Friderik Lepi vse do smrti (1330) ni dobil pomembnih vladarskih pooblastil. Z odklonitvijo mirne rešitve se je papež pokazal kot nespravljiv in trdosrčen. Nasprotno si je Ludvik s svojimi spravnimi poskusi, morda le taktičnimi potezami, pridobil simpatije knezov in ljudstva.

## Ludvik v Italiji. Zaostritev spora s papežem (1327-34)
Ludvik se je januarja 1327, presenetljivo, z manj kot 200 spremljevalci odpravil na pohod v Italijo. V Trentu je papeža obdolžil herezije. Viscontiji so mu omogočili, da se je 31. maja, za binkošti, lahko dal v Milanu kronati z železno krono Langobardov. 
Spor med posvetno in cerkveno oblastjo se je vse bolj zaostroval. Papež je Ludviku odvzel podedovano čast bavarskega vojvode, ga obsodil za heretika in mu nazadnje vzel vsa imenovanja in časti. Ludvik se je opiral predvsem na državno-teoretičen spis Defensor pacis minorita Marsilija iz Padove, po katerem lahko samo koncil predstavlja skupnost vernikov in ki graja papeževo težnjo po posvetni oblasti. Kralja je podpirala tudi skupina učenih minoritov pod vodstvom Viljema iz Ockhama, ki so se zavzemali za strogo ločitev cerkve od države.
Ne oziraje se na papeževe obtožbe je Ludvik nadaljeval potovanja proti Rimu. Ni se srečeval s težavami, s kakršnimi se je moral boriti na svoji poti Henrik VII. V začetku januarja 1328 je prišel v Rim, kjer so ga ljudje navdušeno sprejeli. Varnost mu je zagotavljal vodja rimskih gibelinov, Sciarra Colonna. 17. januarja 1328 so trije škofi in štirje mestni veljaki kronali Ludvika za cesarja. Zaradi očitkov, da kronanje ni bilo ustrezno, je Ludvik razglasil Janeza XXII. za odstavljenega in pustil, da je zbor rimskih duhovnikov in laikov 12. maja 1328 izvolili za novega papeža frančiškana Petrusa Carvaro, ki si je nadel ime Nikolaj V. Ta je za binkošti, 22. maja 1328, Ludvika v Petrovi cerkvi ponovno kronal za cesarja.
Ker se ni mogel spraviti s sinovoma svojega umrlega brata Rudolfa I. (†1319), je Ludvik še med vračanjem iz Italije, 4. avgusta 1329 v Paviji, v rodbinski pogodbi razdelil podedovano ozemlje: sam je obdržal Zgornjo Bavarsko, naslednikoma svojega umrlega brata, Rudolfu II. in Rupertu I., pa je prepustil Renski palatinat (Pfalz) in ozemlje ob češki meji, kasneje poimenovano kot Zgornji Palatinat (Oberpfalz). V primeru izumrtja ene od vej bi nasledstvo pripadlo drugi veji. S to delitvijo sta nastali dve wittelsbaški glavni veji, ki sta se spet združili šele leta 1777.
Ludvik se je februarja 1330 vrnil v München kot edin rimsko-nemški kralj, kajti njegov sokralj, Friderik Lepi, ki je doma vladal med Ludvikovo odsotnostjo, je v januarju umrl. Na strateško pomembnem alpskem prehodu pri Oberammergauu je Ludvik dal zgraditi samostan Ettal.
Med Ludvikovim potovanjem po Italiji je papež Janez XXII. vsa Ludvikova imenovanja in odredbe proglašal za nične in poskušal iz Avignona organizirati izvolitev novega rimsko-nemškega kralja. Prvotna pripravljenost volilnih knezov in francoskega kralja za sodelovanje pa je splahnela, ko se je pokazala različnost interesov in ko so zaradi spora o novem mainškem nadškofu prišli Luksemburžani s papežem navzkriž (njihov kandidat za nadškofa je bil Balduin Luksemburški). Ko se je spor za položaj v mainški nadškofiji leta 1329 še stopnjeval, so Luksemburžani prešli na Ludvikovo stran. Luksemburžani so imeli precej zaslug, da se je Ludvik zmogel obdržati v Nemčiji in Ludvik je Ivanu dovolil, da močneje poseže v dogajanja v Italiji še posebej, ker se je na poletje 1330 nameraval tja vrniti (kar se pa potem ni zgodilo).
Ker papež ni hotel preklicati Ludvikovega izobčenja, je Ludvik v listini z 19. novembra 1333 kot kralj ponudil odstop v korist Henrika XIV., vojvode Spodnje Bavarske. Cesarski položaj v listini ni bil omenjen. Načrt, da odstopi samo kot kralj, zgodovinarji ocenjujejo kot diplomatsko zvijačo v pogajanju s papežem. Ludvik je tudi s to ponudbo odstopa, tako kot prvič, zbudil simpatije pri knezih in podložnikih. Junija 1334 je odstop demantiral. Decembra 1334 je Janez XXII. umrl. Nasledil ga je Benedikt XII., a tudi ta Ludvikovega izobčenja ni preklical.

## Na višku cesarske moči (1335-45)
V sporu glede francoske krone in angleških posesti v Franciji med angleškim kraljem Edvardom III. in francoskim kraljem Filipom VI. se je večina nemških knezov nagibala na angleško stran. Cesar Ludvik, ki je francoskemu kralju zameril, da je spodnesel že napeljana pogajanja s papežem o preklicu izobčenja, je v letih 1337-38 sklenil z Edvardom III. zavezniško pogodbo. 
Ker se tudi novi papež ni zavzel za odpravo spora med cerkveno in posvetno oblastjo, se je pojavilo gibanje, v katerem so pod vodstvom trierskega nadškofa Balduina sodelovali tako cerkveni kot posvetni knezi in ki naj bi spodbudilo Benedikta XII. k popuščanju.
16. julija 1338 se je v Rhensu sestalo šest volilnih knezov z namenom, da poenotijo svoja stališča in uveljavijo pravico volilnih knezov, da brez vmešavanja cerkve z večino glasov izvolijo kralja. Svoje stališče so tudi pravno utemeljili. Tri tedne kasneje (6. avgusta 1338) je bilo na državnem zboru v Frankfurtu to stališče potrjeno. Cesar je objavil dokumenta Licet iuris in Fidem catholicam, v katerih je natančneje razloženo, da je oblast dana od boga in da lahko oseba, ki jo po načelu večine izvolijo volilni knezi, brez papeževe potrditve (aprobacije) deluje kot rimski kralj in cesar.
Septembra 1338 so bile na široko obiskanem dvornem zboru v Koblenzu ponovno v mnogih zakonih opredeljene pravice kralja oz. cesarja. Prazničnemu zasedanju je prisostvoval tudi angleški kralj Edvard III. Ludvik ga je imenoval za cesarskega vikarja, Edvarda pa je cesarju izkazal spoštovanje. Na zboru je tudi kralj Ivan opustil dotlej cesarju nenaklonjeno držo in se mu uklonil. Ludvik je bil tedaj na vrhuncu moči. Glede na zaostrene razmere pa ni mogel računati na preklic papeževega izobčenja.
Po angleški pomorski zmagi nad Francozi pri Slynsu je Ludvik spremenil zavezništvo. Januarja 1341 je sklenil zvezo s francoskim kraljem Filipom VI., aprila pa je preklical v Koblenzu podeljeni vikariat. Vendar v stoletno vojno ni posegel.

## Skrb za širitev wittelsbaških posesti
Ludvik je ves čas skrbel za krepitev svoje dinastije in širitev ozemelj pod njenim neposrednim nadzorom. Pri tem je velikokrat trčil ob interese Luksemburžanov. Češki kralj Ivan do konca življenja ni mogel preboleti, da  je (po nasvetu starejših članov rodbine) moral na volitvah leta 1313 umakniti svojo kandidaturo in je še kar naprej sanjal o cesarskem prestolu. Tudi zato je velikokrat nasprotoval cesarju, vmes pa ga je tudi podpiral.

### Širitev posesti na severovzhodu in severozahodu
Po izumrtju vladajoče veje Askanijcev v mejni grofiji Brandenburg (1320), je Ludvik grofijo, kljub protestom askanijskega sorodstva, podelil svojemu osemletnemu sinu Ludviku V. Bavarskemu (kasneje imenovanemu Starejši) in za njegovega regenta določil grofa Bertholda VII. von Henneberg-Schleusingen, kateremu je podelil številne privilegije in svoboščine, da bi lahko držal ravnotežje Luksemburžanom, ki so se tudi zanimali za grofijo. Brandenburg, na katerega je bil po tradiciji vezan volilni glas, je namreč zase zahteval tudi češki kralj Ivan, kot nadomestilo za umik iz volilnega tekmovanja za rimsko-nemškega kralja; Ludvik mu je dodelil samo Altmark in Zgornjo Lužico. Brandenburg je Wittelsbachom prinesel drugi volilni glas (imeli so že pfalškega). Da bi utrdil sinov položaj, ga je Ludvik novembra 1324 poročili z dansko kraljevo hčerjo Margareto.
Tudi na Češki sosednjem turinško-majsenškem območju, kjer so vladali Wettinci, so se križali interesi Wittelsbachov in Luksemburžanov. Da bi prehitel Ivana Češkega, je Ludvik poročil svojo najstarejšo hčer Matildo s Friderikom II. Resnim (†1349), vnukom Margarete, hčerke cesarja Friderika II. Leta 1327 je Friderika Resnega določil tudi za dediča v mejni grofiji Brandenburg v primeru, če bi Ludvik Starejši umrl brez moškega potomca.
Širitvi dinastičnega ozemlja so bile namenjene tudi druge poroke. Leta 1324 se je Ludvik poročil drugič, to pot z Margareto, najstarejšo hčerko grofa Wilhelma III. von Holland-Hainaut, ki je imel posesti tudi v Zelandiji in Friziji. Te posesti je Ludvik dejansko dobil po grofovi smrti leta 1337.
Pričakovanih koristi pa ni bilo od poroke Ludvikovega tretjega sina Ludvika VI. (kasneje imenovanega Rimljan) s Kunigundo, najstarejšo hčerko poljskega kralja Kazimirja III., ki je bil brez sinov. Ludvik je iskal povezave tudi z Nemškim viteškim redom, ki pa tudi niso prinesle koristi.

### Tirolska (1330-42)
Češki kralj Ivan je Ludvikovo dovoljenje (1330), da sme poseči v severno Italijo, vzel resno. Takoj je organiziral poroko med svojim sinom Ivanom-Henrikom in Margareto Tirolsko (zaročena sta bila že od leta 1327, po dogovoru med Margaretinim očetom Henrikom Koroškim in Ivanom) in si s tem ustvaril realno možnost, da dobi pod nadzor tirolske in koroške prelaze, ki vodijo v severno Italijo. Toda Ludvik je takoj odigral nasprotno potezo: 26. novembra 1330 je z avstrijskimi vojvodi sklenil tajno pogodbo, po kateri naj bi po smrti Henrika Koroškega Habsburžani dobili Koroško, Kranjsko in del Južne Tirolske, Wittelsbachi pa Severno Tirolsko.
Ni povsem jasno, s kakšnim namenom se je Ivan leta 1330 s 400 konjeniki v oklepih pojavil v severni Italiji. Skušal je ustvarjati vtis, da prihaja v imenu cesarja, pa tudi v soglasju s papežem in francoskim kraljem ter da bi pomiril deželo. Podredilo se mu je kakih ducat komun, formalno tudi Milano, potem pa je Ludvik Italijane opozoril, da smejo biti poslušni samo njegovemu novemu vikarju, Otonu Avstrijskemu (†1339), ki kmalu pride z vojsko v Italijo. Istočasno je na državnem zboru v Nürnbergu (april/maj 1331) pripravljal veliko koalicijo Ivanovih nasprotnikov. Po pogajanjih s cesarjem na donavskem otoku pri Regensburgu (julij-avgust 1331) se je moral Ivan na Dunaju julija 1332 podrediti cesarju in je nekaj časa z njim spet sodeloval.
Ob smrti Henrika Koroškega (april 1335) so Avstrijci (potem ko so se obranili Ivanovega napada) zasedli Koroško in Kranjsko (in tudi Savinjsko marko). Tirolsko plemstvo in tirolska mesta pa so se uprli vladavini Witelsbachov in Habsburžanov, tako da je v letih 1335-38 Tirolsko kot regent svojega mladoletnega brata Ivana Henrika upravljal starejši Ivanov sin Karel, kasnejši cesar. Toda Ivan Henrik se je kot človek izkazal za problematičnega. Zakon z Margareto je bil za oba nevzdržen in Margareta je novembra 1341ob pomoči cesarja možu preprečila vstop v domači grad, tako da je moral Tirolsko zapustiti. Čeprav papež Klemen VI. njune ločitve ni priznal, je cesar zahteval od svojega sina Ludvika Starejšega, da se je v februarju 1342, potem ko mu je umrla prva žena, poročil z Margareto Tirolsko. Pri tem je bilo moteče tudi to, da sta bila poročenca sorodnika v tretjem kolenu in bi bila njuna poroka možna samo s pristankom papeža. Cesar je sinu dal grofijo v fevd. Z vsem tem si je Ludvik dokončno nakopal sovraštvo Luksemburžanov in še poglobil spor s papežem.

## Ludvikova opozicija izvoli protikralja (1346-47)
Po obsegu dinastičnih ozemelj je bil Ludvik veliko močnejši kot kadarkoli prej. Po smrti spodnjebavarskega vojvode Henrika XIV. (1339) in njegovega mladoletnega sina (1340) je lahko spet (po delitvi leta 1255) združil Zgornjo in Spodnjo Bavarsko, seveda brez Zgornjega palatinata (Oberpfalza). Po smrti tasta, grofa Viljema IV. (junij 1337) je dosegel, da je med tremi sestrami-dedinjami obveljala zahteva najstarejše, njegove žene Margarete, in grofije Holandija, Hainaut, Zelandija in Frizija so pripadle Wittelsbachom. Leta 1342 je pridobil še Tirolsko. Poleg tega je imel na svoji strani veliko mest.
Toda Ludvikovo kopičenje posesti, neupoštevanje zakonov in ustaljenih navad (nizozemskih dežel se je polastil, ne da bi iskal pristanek plemstva) je vse bolj večalo število njegovih nasprotnikov. Načrt, ki se je porodil Luksemburžanom in Habsburžanom in ga je podprl tudi novi papež, da se Ivanovega sina Karla, tedaj moravskega mejnega grofa, izvoli za protikralja in potem Ludvika zrine s prestola, je vse bolj zorel. Papež Klemen VI. je 13. aprila 1346 razglasil rimsko-nemški prestol za nezasedenega (kurija je Ludviku že leta odrekala pravico do vladanja) in od volilnih knezov zahteval nove volitve. Ti so 11. julija 1346 Karla v Rhensu s petimi glasovi (mainškim, trierskim, kölnskim, saškim in češkim) izvolili za rimsko-nemškega kralja. Karel bi novembra moral biti kronan v Aachnu, a je bilo mesto trdno na Ludvikovi strani, zato so kronanje izpeljali v Bonnu. Ponovno je grozil spopad dveh kraljev. Karel je že zbral vojsko, ko je Ludvik na lovu umrl, očitno zadet od kapi. Pokopali so ga v münchenski Marijini cerkvi, predhodnici današnje Frauenkirche, ki je postal grobna cerkev Wittelsbachov.
Med Ludvikovimi sinovi ni bilo nobenega, ki bi se potegoval za rimsko-nemški prestol. Tako se je Karel IV. Luksemburški postopoma brez velikih težav uveljavil kot novi vladar. Februarja 1350 so ga za kralja priznali tudi Wittelsbachi. 

## Ocena Ludvikovega značaja in dela
Ocene Ludvikovega vladanja so bile in so še zelo različne. Papeževi propagandisti so ga imeli za utelešeno zlo in znanilca Antikrista. Ludvik je bil v tekmovanju s Habsburžani in Luksemburžani bolj kot odločitvam na bojnem polju naklonjen taktiki odlaganja, umirjanja, pogajanj in sklepanja zavezništev, ki pa jih je ob naslednji priložnosti s prozornimi izgovori in brez slabe vesti zavrgel, če si je obetal večji dobitek. Takšno delovanje mu je prineslo sloves nezanesljivega dvoličneža.
Po drugi strani se mu je, kljub izobčenju, posrečilo prepričati kneze in ljudstvo o svoji pravovernosti in legitimnosti oblasti. Z zaupljivostjo, spretnimi pogajanji, vabljivimi ponudbami in grožnjami je dobil pod svoj vpliv veliko knezov in mestnih uprav. Skrbel je za vzdrževanje deželnega miru, pospeševal razvoj mest, trgovine in obrti (saj je od tod pritekal večji del državnih dohodkov). Napredovalo je uradništvo, izdana sta bila deželno (1336, 1346) in mestno (1340) pravo (Zgornje Bavarske), dvorna pisarna je razvijala in vpeljevala nemški uradniški jezik. Njegov dvor je gostil izstopajoče državne teoretike, pravnike, teologe, pesnike in bil pogosto tudi njihovo zatočišče. 
Nedvomno je Ludvikova zasluga, da je ohranil suverenost cesarstva tudi za ceno interdikta, obenem pa ostal odprt za pogajanja in spravo. Ustavil je prodor francoskega vpliva v Italijo in s tem vplival tudi na razvoj renesanse. Vsekakor je bil sposoben vladar, vendar ne izjemen državnik.

## Družina
Ludvik IV. se je leta 1308 poročil s prvo ženo, Beatrice Švidniško, hčerko Boka I. Strogega, vojvode Świdnica-Jawor. Njuni otroci so bili:
- Matilda (1313-1346) ∞ Friderik II., mejni grof Meissna
- hči (1314)
- Ludvik V. Starejši (1316-1361), vojvoda Zgornje Bavarske, mejni grof Brandenburga, grof  Tirolske
- Ana (1317-1319)
- Agnes (1318)
- Štefan II. (1319-1375), vojvoda Spodnje Bavarske

Leta 1324 se je poročil z drugo ženo, Margareto II., grofico Hainauta in Holandije. Njuni otroci so bili:
- Margareta (1325 – 1374) ∞ 1) Štefan, vojvoda Slavonije († 1354), sin ogrskega kralja Karla I.;  2) Gerlach von Hohenlohe
- Ana (1326-1361) ∞ vojvoda Spodnje Bavarske Ivan I. († 1340)
- Ludvik VI. Rimljan (1328-1365), vojvoda Zgornje Bavarske, volilni knez Brandenburga
- Elizabeta (1329-1402) ∞ Cangrande II. della Scala, gospodarica Verone († 1359); 2) grof Ulrich von Württemberg
- Viljem V. (1330-1389), kot Viljem I. vojvoda Spodnje Bavarske, kot Viljem III. grof Hainauta
- Agnes (1335-1352)
- Albert I. (1336-1404), vojvoda Spodnje Bavarske, grof Hainauta in Holandije
- Otto V.(1340/42-1379), vojvoda Zgornje Bavarske, volilni knez Brandenburga
- Beatrix (1344-1359), ∞ 1356 Eric XII. Švedski
- Ludvik (1347-1348)